# Audrey Munson

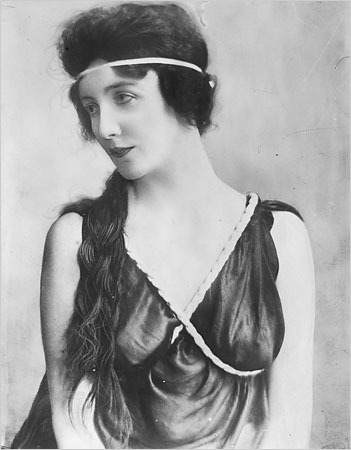
Porträt von Audrey Munson, 1922

Audrey Marie Munson (* 8. Juni 1891 in Syracuse, New York; † 20. Februar 1996 in Ogdensburg, New York) war ein US-amerikanisches Model und Schauspielerin in den 1910er und 1920er Jahren. Sie wurde verschiedentlich als Miss Manhattan, The Exposition Girl oder American Venus genannt.

## Leben
Audrey Marie war die Tochter von Edgar Munson und seiner Frau Katherine Kittie Mahaney. Ihre Eltern ließen sich 1896 scheiden, darauf zog ihre Mutter mit ihr nach New York City.

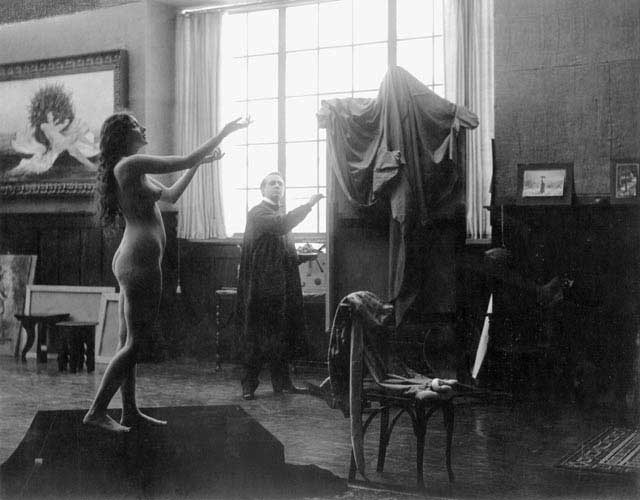
Im Atelier von Daniel Chester French, um 1921

Im Jahr 1906 wurde Munson auf der Straße vom Fotografen Ralph Draper entdeckt. Dieser machte sie mit seinem Freund und Bildhauer Isidore Konti bekannt und sie wurde sein Model. Für die nächsten zehn Jahre war Munson einer Vielzahl von Bildhauern und Malern Muse und Modell zugleich. 1915 zog Munson nach Hollywood und war die erste Schauspielerin, die sich auf der Leinwand ganz auszog. Insgesamt spielte sie in vier Stummfilmen mit und in allen die Hauptrolle. Für ihren letzten Film Heedless Moths (1921) bekam sie eine Gage von 27.000 US-Dollar.
1919 zog sie von Kalifornien zurück nach New York City und lebte mit ihrer Mutter in einer Pension, die im Besitz von Dr. Walter Wilkins war. Dieser verliebte sich in die junge Audrey Munson und tötete 1921 seine Ehefrau Julia, um für sie frei zu sein. Nach dem Auffinden der Leiche leitete die Polizei eine landesweite Fahndung nach der jungen Schauspielerin ein, sie wurde in Toronto bei Filmaufnahmen festgenommen. Nach einigen Verhören stellte sich heraus, dass sie nichts von der Tat wusste. Dr. Walter Wilkins wurde zum Tode auf dem elektrischen Stuhl verurteilt und erhängte sich vorher in seiner Zelle. Obwohl die Beschuldigung der Polizei haltlos war, startete die Presse eine Rufmordkampagne gegen Munson und ihre Karriere war beendet. Zusammen mit ihrer Mutter zog sie nach Mexico (New York), wo sie eine Zeit lang als Verkäuferin für Küchenutensilien arbeitete.
Im Jahr 1931 wurde bei Audrey Munson eine mögliche psychische Störung und Paranoia festgestellt, und ein Richter stellte sie in einer psychiatrischen Einrichtung unter Bewachung. Die nächsten 65 Jahre verbrachte sie in der Psychiatrie in Ogdensburg. Audrey Munson starb am 20. Februar 1996 im Alter von 104 Jahren und wurde auf dem Friedhof in Ogdensburg bestattet.

## Skulpturen und deren Künstler (Auswahl)
| - Pomona oder Abundance, Pulitzer-Plaza Hotel Fountain (1915) - Venus de Milo (Venus mit Armen), für Königin Wilhelmina der Niederlande - Star Maiden, Oakland Museum (1915) - Eastern Hemisphere – Fountain of Energy (1915) - Melvin Brothers Memorial (1908) - Commerce und Jurisprudence (1910) - Spirit of Life (1914) | - Fountain of Ceres (1915) - Consecration (1915) - Civic Fame Statue auf dem Municipal Building, NYC-Manhattan - Descending Night (1916) - Dime und Halbdollar der USA (1916) - The Fountain of El Dorado (1915) |

### Gertrude Vanderbilt Whitney

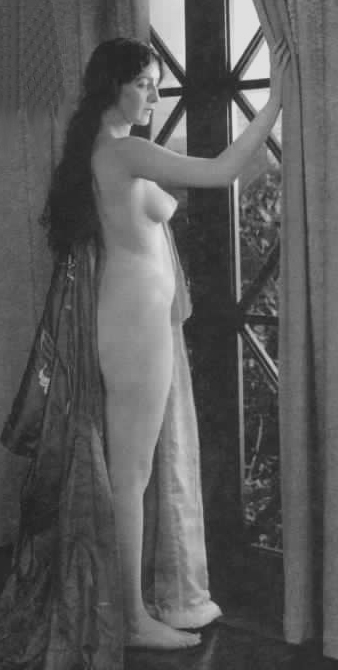
Audrey Munson im Film Heedless Moths, 1921

## Filmografie
- 1915 Inspiration
- 1916 Purity
- 1917 Girl O’Dreams
- 1921 Heedless Moths

## Sonstiges
- Audrey Munson ist eine entfernte Verwandte des US-amerikanischen Schauspielers James Martin Kelly.